# 青森県立むつ高等技術専門校
青森県立むつ高等技術専門校（あおもりけんりつむつこうとうぎじゅつせんもんこう、英: Mutsu Vocational High School）は、青森県むつ市にある職業能力開発促進法に基づいて設置された職業能力開発校である。

## 設置訓練科
- 木造建築科（2年）
- 配管科（1年）

## 所在地
- 青森県むつ市文京町31-1